# کاستانا (آیووا)
کاستانا (به انگلیسی: Castana) شهری در ایالت آیووا کشور ایالات متحده آمریکا است که جمعیت آن در سرشماری سال ۲۰۱۰ میلادی، ۱۴۷ نفر بوده‌است.